# Johann von Leers
Johann von Leers, alias Omar Amin, né le 25 janvier 1902 à Vietlübbe, en Allemagne, mort le 5 mars 1965 au Caire, en Égypte. Membre du parti national-socialiste et de la SS, il a été l'un des représentants de l'« aile gauche » du NSDAP, en même temps qu'un antisémite particulièrement virulent. 
Après la Seconde Guerre mondiale, il s'exile en Argentine, puis en Égypte, où il travaille pour le Ministère égyptien de l'information. Fasciné depuis sa jeunesse par l'Islam, ami personnel du Grand Mufti de Jérusalem, il se convertit en 1957 et prend le nom d'Omar Amin.

## Biographie
Johann von Leers naît le 25 janvier 1902 à Vietlübbe, dans le Mecklembourg, dans une famille de Junkers, en proie aux difficultés financières. Son père, fonctionnaire, doit déménager plusieurs fois à travers l'Allemagne.

### Débuts
Johann von Leers fait des études de droit et d'histoire de l'Europe orientale aux universités de Kiel, Berlin et Rostock. Peu après sa vingtième année il adhère à deux groupes d'orientation völkisch, le Bund Wiking, puis le Jugendbund der Adler und Falken.
En 1925, il s'installe à Berlin. Il y fait la connaissance du Syrien Mohamed Chelebi à l'Institut musulman d'Allemagne nouvellement fondé. La même année il fait la connaissance du national-révolutionnaire Friedrich Hielscher.
Doué pour les langues étrangères (notamment le russe, le polonais, le yiddish et le japonais), il se tourne vers la carrière diplomatique. De 1926 à 1928, il travaille comme attaché au ministère des affaires étrangères. Mais il va renoncer assez vite à cette opportunité pour publier des écrits politiques.

### Le NSDAP

#### À Berlin
Il adhère le 1er août 1929 au NSDAP. L'affirmation récurrente qu'il aurait été un proche de Joseph Goebbels est en revanche démentie par la recherche historique récente, notamment par la monographie que lui a consacrée, en 2013, Marco Sennholz,. 
À la section de Berlin, très marquée par l'aile gauche du parti, animée par les frères Gregor et Otto Strasser, il collabore au journal Der Angriff, puis devient rédacteur en chef du mensuel Wille und Weg. Mais, en août 1931 il est éloigné de la rédaction de Der Angriff par Goebbels, qui le juge trop proche des dissidents de la gauche du NSDAP, dont certains, comme Walther Stennes, ont été exclus du parti. 
Début 1931, il se rapproche de la Herman-Wirth-Gesellschaft, société dont le but est de faire connaître les thèses du chercheur néerlandais Herman Wirth sur l'existence d'une civilisation et d'une tradition « nordico-atlantique » d'où seraient issues les grandes cultures de l’hémisphère Nord. Il y fait la connaissance des époux Walther et Gesine Fischer. Les époux divorcent. Gesine, passionnée par l’ésotérisme et par la composante matriarcale des thèses de Wirth, devient la femme de von Leers en septembre 1932. Von Leers est d'ailleurs conquis par le livre d’Herman Wirth, Der Aufgang der Menschheit. Untersuchungen zur Geschichte der Religion, Symbolik und Schrift der atlantisch-nordischen Rasse, dont il écrit un compte-rendu très favorable dans la revue Nordische Welt.
En 1932-1933, il est l'un des hauts responsables de la Ligue des étudiants nationaux-socialistes.

#### Sous le Troisième Reich
En 1933, il signe la Gelöbnis treuester Gefolgschaft, serment d’allégeance de 88 artistes à Adolf Hitler.
En 1934, il publie une brochure dans laquelle il critique violemment le dernier livre d'Oswald Spengler, Années décisives, et en particulier son dernier chapitre intitulé « La révolution mondiale des peuples de couleurs ». Selon von Leers, les notions de « communauté de la race blanche » ou d' « empire des peuples blancs » préconisées par Spengler ne seraient qu'une reviviscence du vieux cosmopolitisme libéral, et n'auraient rien de commun avec « les véritables intérêts du peuple allemand ».
Au sein du NSDAP, von Leers va défendre des positions particulières. En politique extérieure, il est russophile avant tout, à l'exemple des nationaux-révolutionnaires qu'il a croisés plus tôt. Dans le domaine culturel, il fait partie des nationaux-socialistes qui s'engagent activement dans la défense politique et artistique de l’expressionnisme. Mais la ligne radicale de Rosenberg, à laquelle même Goebbels se soumet, prendra le dessus en 1937, mettant fin aux dissensions sur l'art moderne.
Une autre position particulière que soutient von Leers concerne le rôle que doivent jouer les femmes dans la société allemande. Il se range aux côtés d'un courant, influencé par Wirth et Ernst Bergmann, qui prône un « féminisme völkisch ». Il collabore avec la seule revue de ce courant Die deutsche Kämpferin, qui paraît jusqu'à son interdiction en 1937. Dans ce domaine, Leers se montre très hostile aux formes de Männerbund, regardées au contraire comme l'origine véritable de l'État par des penseurs comme Rosenberg, Bäumler ou Evola.
Leers, face à la méfiance grandissante de Goebbels et de Rosenberg à son endroit, va se chercher d'autres appuis. Il se rapproche, grâce à ses connaissances en agriculture, de Richard Walther Darré, le ministre de l'Agriculture et de l'Alimentation. Il est admis, le 14 mai 1936, dans la SS au grade d'Untersturmführer. Il peut désormais écrire dans SS-Leitheft et dans la revue Odal, et faire éditer quelques-uns de ses travaux par la maison d'édition Blut und Boden.
En avril 1938, von Leers est nommé professeur à l'université Friedrich-Schiller à Iéna. Il enseigne l'histoire juridique, économique et politique sur des bases raciales (Rechts-, Wirtschafts- und politische Geschichte auf rassischer Grundlage). 

#### Antisémitisme obsessionnel et philo-islamisme
Johann von Leers est connu pour ses nombreux écrits antisémites obsessionnels. Un manuel de la NSDAP qui répertorie les ouvrages antisémites, le Schriftum zur Judenfrage, classe les écrits de von Leers dans la catégorie des Kampfschriften, qui regroupe les textes les plus médiocres. En 1934, il écrit que le terme d’« antisémitisme » devrait être remplacé par celui d' « antijudaïsme », car les autres sémites n'appartiennent pas au judaïsme. Dans ses articles il associe systématiquement le judaïsme avec la délinquance et la criminalité. Pour lui, « le judaïsme est criminalité biologiquement héréditaire, syncrétisme religieux avec une forte influence de la croyance aux démons. Qui combat le judaïsme, celui-là accomplit l'œuvre du Seigneur et mène le combat de Dieu ». Ces propos sont d'ailleurs surprenants de la part de quelqu'un qui se proclame alors encore völkisch et « païen ». 
Il publie en 1939, Die Verbrechernatur der Juden. Il y réclame un « droit de poursuite à l'égard des Juifs dans tous les pays afin de les détruire et de les exterminer ». Ce dernier texte est tellement outrancier qu'il ne ressemble à celui d'aucun autre auteur national-socialiste. Tandis que les publications antisémites évoquent en général la mise à l'écart du judaïsme dans des termes vagues ou passibles de différentes interprétations, il n'est pas possible de se méprendre sur ce que von Leers exige : sur une base pseudo-scientifique, il réclame et justifie l’extermination d'un peuple.
En 1938, il expose, dans la revue Weltkampf, les arguments arabes contre la présence des Juifs en Palestine. En 1939, il publie un long article, Islam und Judentum-Zwei unversöhnliche Gegensätze, dans lequel il développe l'un de ses thèmes favoris: loin de relever d'une essence commune, le judaïsme et l'islam doivent être regardés comme deux adversaires irréconciliables.

#### Pendant la Seconde Guerre mondiale
Même en pleine guerre, l'islam fait toujours partie de l'horizon intérieur de von Leers. En 1942, il écrit à Walther Darré : « Si nos valeurs völkisch devaient cesser de vivre ici, y compris dans le domaine religieux, alors je préférerais me faire musulman plutôt que chrétien ».  
Von Leers était un membre actif du mouvement de la foi allemande, sous le patronage de Heinrich Himmler. Son objectif était de « libérer l'Allemagne de l'impérialisme judéo-chrétien » en créant, à sa place, une nouvelle religion païenne. Avec d’autres, il avait aussi été à l’origine d'un plan pour développer la race aryenne par la procréation. En compagnie d'un certain Friedrich Lamberty-Muck qui prêchait la polygamie, il fut l’inspirateur du projet Lebensborn, activement mis en application par Himmler.
Le philosophe juif, Emil Fackenheim, a expliqué que von Leers défendit une position selon laquelle "« les États qui hébergent des juifs hébergent la peste, et le Reich a le devoir moral et le droit légal de conquérir ces pays parce qu’il doit aller jusqu’au bout de sa lutte sans merci pour éradiquer la peste »
Von Leers possédait d’indéniables talents, qu'il a déployés pour asseoir les bases idéologiques de la collaboration du nazisme et de l’islam. Après la guerre, il a poursuivi son action en Égypte. Son travail fut considéré comme très positif, et a été pleinement soutenu.
Jeffrey Herf signale qu'en décembre 1942, von Leers a publié, dans Die Judenfrage, journal d’intellectuels antisémites, un article intitulé « Le judaïsme et l’islam face à face ». Comme le titre l’indique, l'auteur adoptait une perspective hégélienne, et présentait le judaïsme et l’islam en termes de thèse et d'antithèse. Cet essai mettait également en lumière le point de vue nazi obséquieux, que von Leers projetait sur le passé de l’islam : « L'hostilité de Mahomet envers les juifs a eu une conséquence : les juifs d’Orient ont été totalement paralysés. Leur assise a été détruite. Le judaïsme oriental n'a pas réellement participé à l’extraordinaire montée en puissance du judaïsme européen au cours des deux derniers siècles. Repoussés dans la saleté des ruelles du mellah, les juifs ont mené là une vie misérable. Ils ont vécu sous une loi spéciale, celle d'une minorité protégée, qui contrairement à l'Europe ne leur permettait pas de pratiquer l'usure ni même le trafic de marchandises volées, les maintenant dans l’oppression et l’angoisse. Si le reste du monde avait adopté une politique semblable, nous n'aurions pas de question juive (Judenfrage)… En fait, en tant que religion, l’islam a rendu un service éternel au monde : il a empêché la conquête menaçante de l'Arabie par les juifs. Il a vaincu, grâce à une religion pure, le monstrueux enseignement de Jéhovah. C'est ce qui a ouvert à de nombreux peuples la voie vers une culture supérieure… »
Pour sa part, lors de sa rencontre avec Hitler, le 21 novembre 1941, et dans ses émissions de radio, l'ancien mufti de Jérusalem, Haj Amin Al-Husseini, affirmait que les juifs étaient les ennemis communs de l’islam et de l'Allemagne nazie. L'ancien mufti fit de fréquents déplacements dans les Balkans pour y encourager les unités musulmanes SS. Les radios de l’Axe ont fidèlement rendu compte de ces visites. Au cours de son émission du 21 janvier 1944, Haj Amin soulignait :
« Le Reich mène le combat contre les mêmes ennemis, ceux qui ont spolié les musulmans de leurs pays et anéanti leur foi religieuse, en Asie, en Afrique et Europe... Le national-socialisme allemand lutte contre les juifs partout dans le monde. Comme le dit le Coran: "Tu apprendras que les juifs sont les pires ennemis des musulmans". Les principes de l’islam et du nazisme sont très proches, en particulier dans leur affirmation des valeurs du combat et de la fraternité d'armes, dans la prééminence du rôle du chef, dans l'idéal d'Ordre. Voila ce qui rapproche étroitement nos valeurs et facilite la coopération. Je suis heureux de voir, dans cette unité de musulmans SS, la mise en pratique indiscutable de nos deux visions du monde ».

### Après la Seconde Guerre mondiale

#### Exil
Détenu en 1945-1946 dans la zone d'occupation américaine, il parvient à s'enfuir et vit pendant plusieurs années sous une fausse identité, près de Bonn, dans la zone d'occupation britannique. Selon certaines sources, se sentant repéré, il traverse l'Autriche pour rejoindre Gênes, où il embarque pour l'Argentine. Mais selon d'autres sources, il aurait simplement embarqué à Hambourg pour Buenos Aires,.
Arrivé en Argentine, il est accueilli immédiatement par le réseau constitué autour de la revue mensuelle Der Weg, fondée en 1947, qui tire à 6 000 exemplaires, et de la maison d'édition Dürer, dirigée par Eberhard Fritsch. Leers est engagé comme lecteur pour la maison d'édition et collabore à la revue de 1950 à 1957. 

#### Soutien au FLN
Dans ses articles, von Leers recommence rapidement à traiter les sujets liés au monde arabo-musulman. Il publie des articles consacrés au Maroc, au Soudan, et célèbre Gamal Abdel Nasser qu'il honore du nom de « Lion de Suez ». En 1955, il est probablement l'un des premiers auteurs de la droite radicale internationale à prendre ouvertement parti pour le FLN algérien, qu'il présente comme une force de « soulèvement national », en marche sous « les verts étendards de la liberté ». Il écrit aussi sur le nationalisme arabe et sur ses rapports avec l'islam.
Il écrit encore dans d'autres revues, comme l'hebdomadaire luthérien Christ und Weg et l'hebdomadaire Die Volkswarte. Ses articles concernent quasiment tous des thèmes en rapport avec l'islam et le monde musulman.

#### Égypte
Le 21 septembre 1955, le régime de Juan Domingo Perón est renversé. Leers, qui avait noué dès avant la guerre des liens profonds avec Haj Amin Al-Husseini, grand mufti de Jérusalem, est invité par celui-ci à venir s'installer au Caire. Il y arrive au printemps 1956. En 1957, il se convertit officiellement à l'islam, et prend le nom d'Omar Amin, Omar d'après le grand calife, « ennemi inflexible des Juifs », Amin en l'honneur de son ami le grand mufti . En 1959, dans une lettre à Ernst Jünger, qui le tient en ami, il se félicite des conversions de plus en plus nombreuses d'Allemands à l'islam.
Au Caire, où il retrouve de nombreux camarades allemands, Leers est nommé à la tête de la section « Étranger » du département national de l'Information,. Il est chargé entre autres du programme radiophonique La Voix des Arabes à destination de l'étranger. En mai 1957, il reçoit la visite de Savitri Devi. Il meurt de maladie dans un hôpital du Caire le 3 mars 1965, à l'âge de 63 ans.
Von Leers a contribué financièrement à la publication d'une édition arabe des Protocoles des Sages de Sion. Il a entretenu une correspondance chaleureuse avec les premiers négationnistes, dont Paul Rassinier.
Dans son discours de bienvenue au Caire, l'ancien mufti déclara à l’adresse de von Leers : « Nous vous remercions de prendre part à la bataille contre les forces du Mal incarnées par les juifs du monde entier. ».

## Écrits de von Leers
- Juden sehen dich an (1933)
- Blut und Rasse in der Gesetzgebung (1936)
- Rassen, Völker und Volkstümer (1939)
- Odal – Das Lebensgesetz eines ewigen Deutschlands (1939)
- En nations pånyttfödelse - Malmö : Dagens Böcker, 1948
- Geschichte des deutschen Bauernrechts und des deutschen Bauerntums - Leipzig : Kohlhammer, Abt. Schaeffer, 1944, 4. durchges. u. erg. Aufl.
- Babylon unter Davidsternen und Zuchthausstreifen, Olivero, Luigi. - Berlin : Runge, [1944], 1.-5. Tsd.
- Die Verbrechernatur der Juden - Berlin W 35 [Kluckstr. 29] : Paul Hochmuth, 1944
- Bauerntum - Berlin : Reichsnährstandsverl., 1943, 9e éd.
- De poort van Rusland opengebroken - Amsterdam : Westland, 1942
- Staatskunde - Potsdam : Bonneß & Hachfeld, 1942
- Geschichte und Idee des nationalsozialistischen Staates - Potsdam : Bonness & Hachfeld, 1942
- Germania, rena¸sterea spirituala a unei na¸tiuni - Bucure¸sti : "Catea Româneasca, 1942
- Brännpunkter och stormcentra - Malmö : Dagens Böcker, 1942